# Juan Costa Climent
Juan Costa Climent (Castelló de la Plana, País Valencià, 1965) és un polític valencià que fou nomenat Ministre de Ciència i Tecnologia durant el segon govern de José María Aznar.

## Biografia
Va néixer el 10 d'abril de 1965 a la ciutat valenciana de Castelló de la Plana, fill de María Dolores Climent del Pino i germà de Ricardo Costa Climent. Va estudiar dret a la Universitat de Navarra i s'especialitzà en l'assessorament jurídic d'empreses.

## Activitat política
Membre del Partit Popular, en les eleccions generals de 1993 fou escollit diputat al Congrés per la província de Castelló, càrrec que ha repetit en les eleccions de 1996 i 2000. El maig de 1996 renuncià a la seva acta de diputat per esdevenir Secretari d'Estat d'Economia i Hisenda en el primer govern de José María Aznar, i el maig de l'any 2000 novament renuncià al seu escó per esdevenir Secretari d'Estat de Comerç i Turisme. El 4 de setembre de 2003 fou nomenat Ministre de Ciència i Tecnologia en substitució de Josep Piqué i Camps, que abandonà aquest càrrec per ser el candidat del PP a les eleccions al Parlament de Catalunya d'aquell any.
Novament elegit diputat per la província de Castelló en les eleccions generals de 2004 renuncià al seu escó a finals d'aquell any per esdevenir conseller del Fons Monetari Internacional (FMI) a petició de Rodrigo Rato Figaredo. Al congrés del PP que es va celebrar a València els dies 20, 21 i 22 de juny de 2008 es va postlar com un possible rival de Mariano Rajoy a la presidència del partit, fet que finalment no es va materialitzar. A les eleccions generals de 2008 va tornar a ser elegit diputat per Castelló.
Al novembre de 2010 va renunciar al seu escó en ser contractat per l'auditora Ernst & Young com a responsable de la divisió internacional sobre el canvi climàtic.